# 圣让代特勒
圣让代特勒（法語：Saint-Jean-d'Étreux，法語發音：[sɛ̃ ʒɑ̃ detʁø]）是法国汝拉省的一个旧市镇，属于隆斯勒索涅区。2019年，圣让代特勒并入市镇莱特鲁瓦堡。

## 地理
圣让代特勒（46°24'17"N, 5°21'30"E）面积4.28 平方千米，位于法国勃艮第-弗朗什-孔泰大區汝拉省，该省份为法国东部内陆省份，北起上索恩省，西北接科多尔省，西临索恩-卢瓦尔省，南至安省，东与杜省和瑞士接壤。
与圣让代特勒接壤的市镇（或旧市镇、城区）包括：科利尼、莱特鲁瓦堡、瓦勒代皮。
圣让代特勒的时区为UTC+01:00、UTC+02:00（夏令时）。

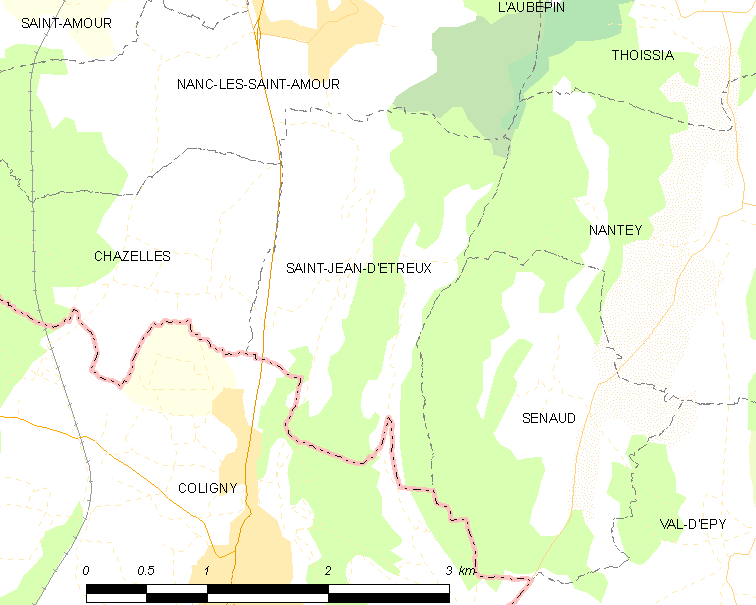
圣让代特勒的OSM定位图

## 行政
圣让代特勒的邮政编码为39160，INSEE市镇编码为39484。

## 政治
圣让代特勒所属的省级选区为圣阿穆尔县。

## 人口

1962-2008年间圣让代特勒人口变化图示

圣让代特勒于2018年1月1日时的人口数量为147人。